# Trachea atriplicis
Trachea atriplicis là một loài bướm đêm thuộc họ Noctuidae. Nó được tìm thấy ở khắp châu Âu, phía đông đến Thái Bình Dương và Nhật Bản. 

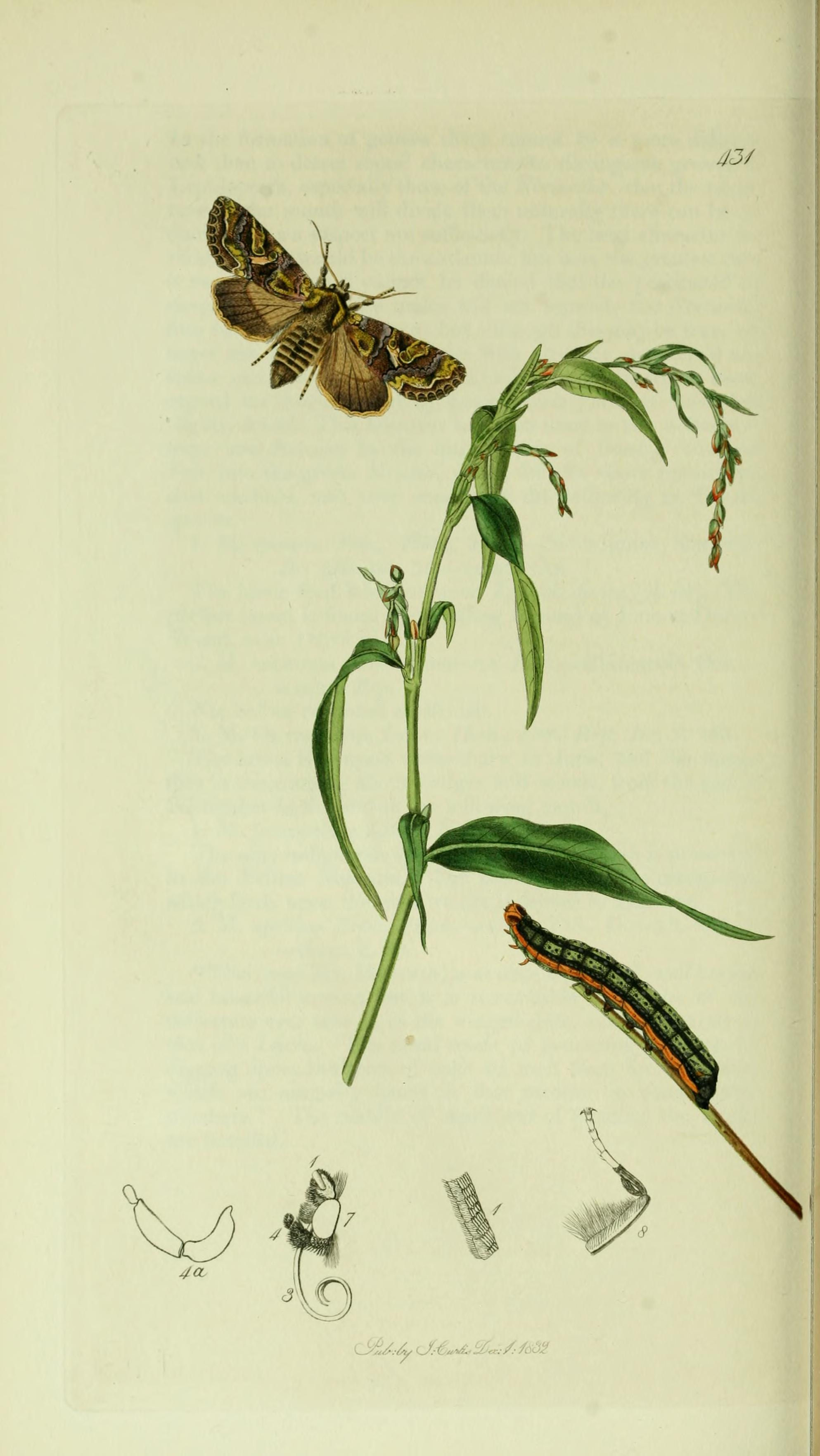
Minh hoạ của John Curtis trong British Entomology Volume 5

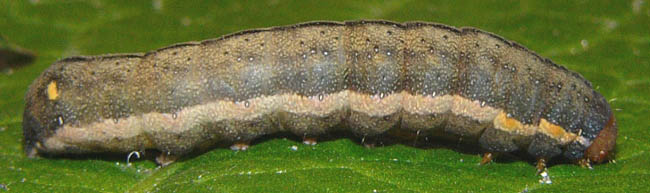
Ấu trùng

Sải cánh dài 38–42 mm. Chiều dài cánh trước là 20–22 mm. Con trưởng thành bay từ tháng 5 đến tháng 10 tùy theo địa điểm.
Ấu trùng ăn các loài thực vật thân thảo như Atriplex, Polygonum aviculare, Chenopodium và Rumex.

## Hình ảnh

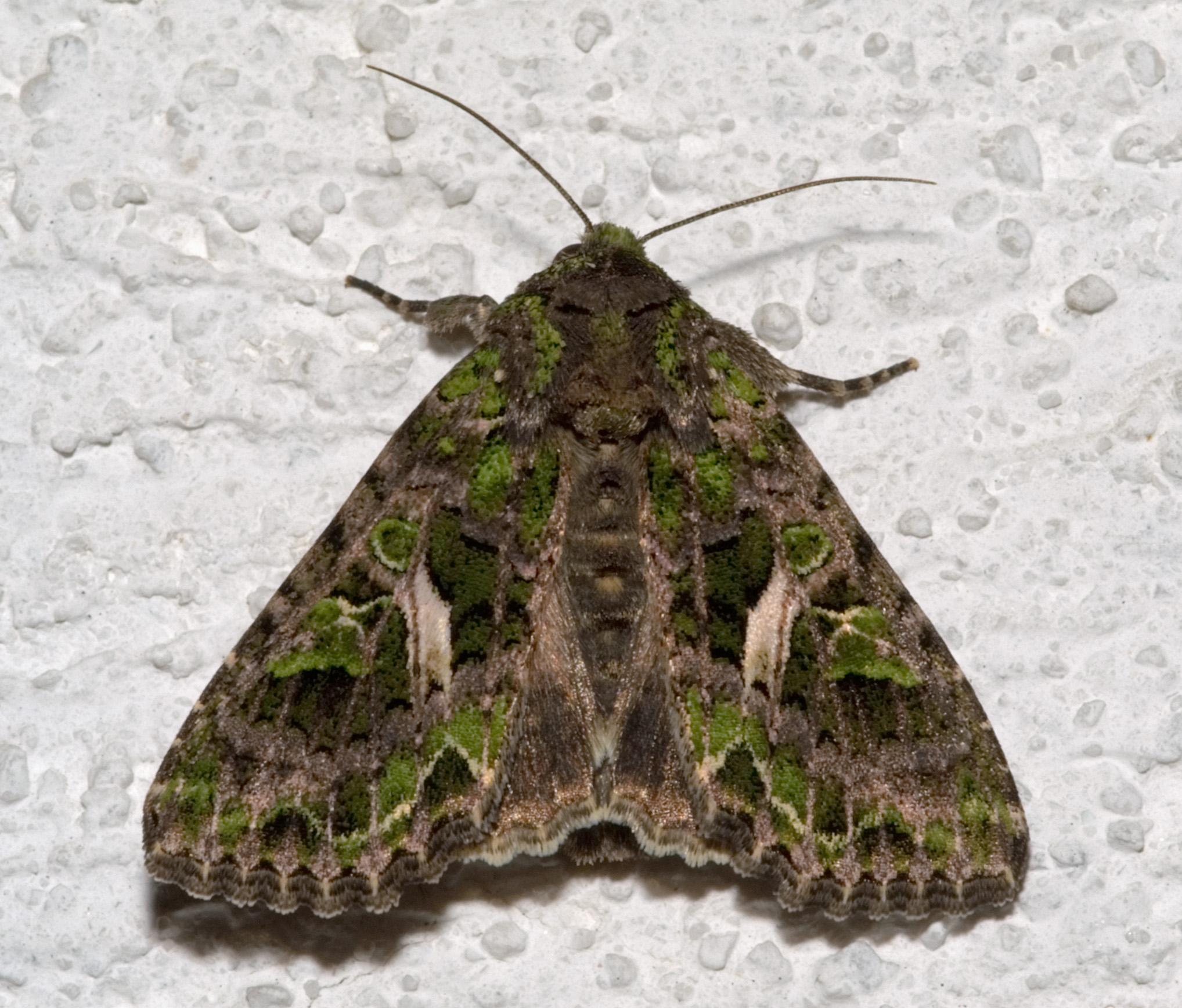
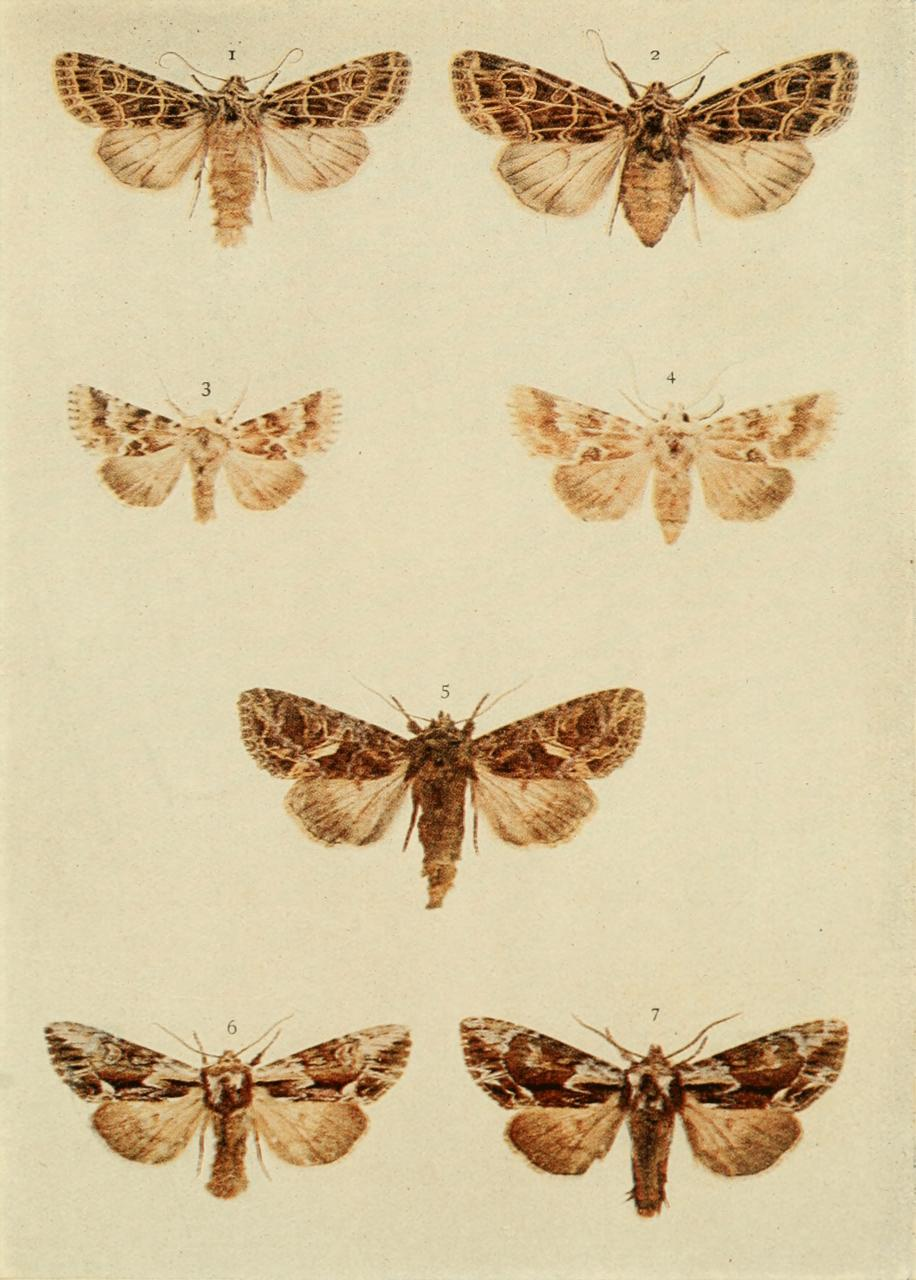
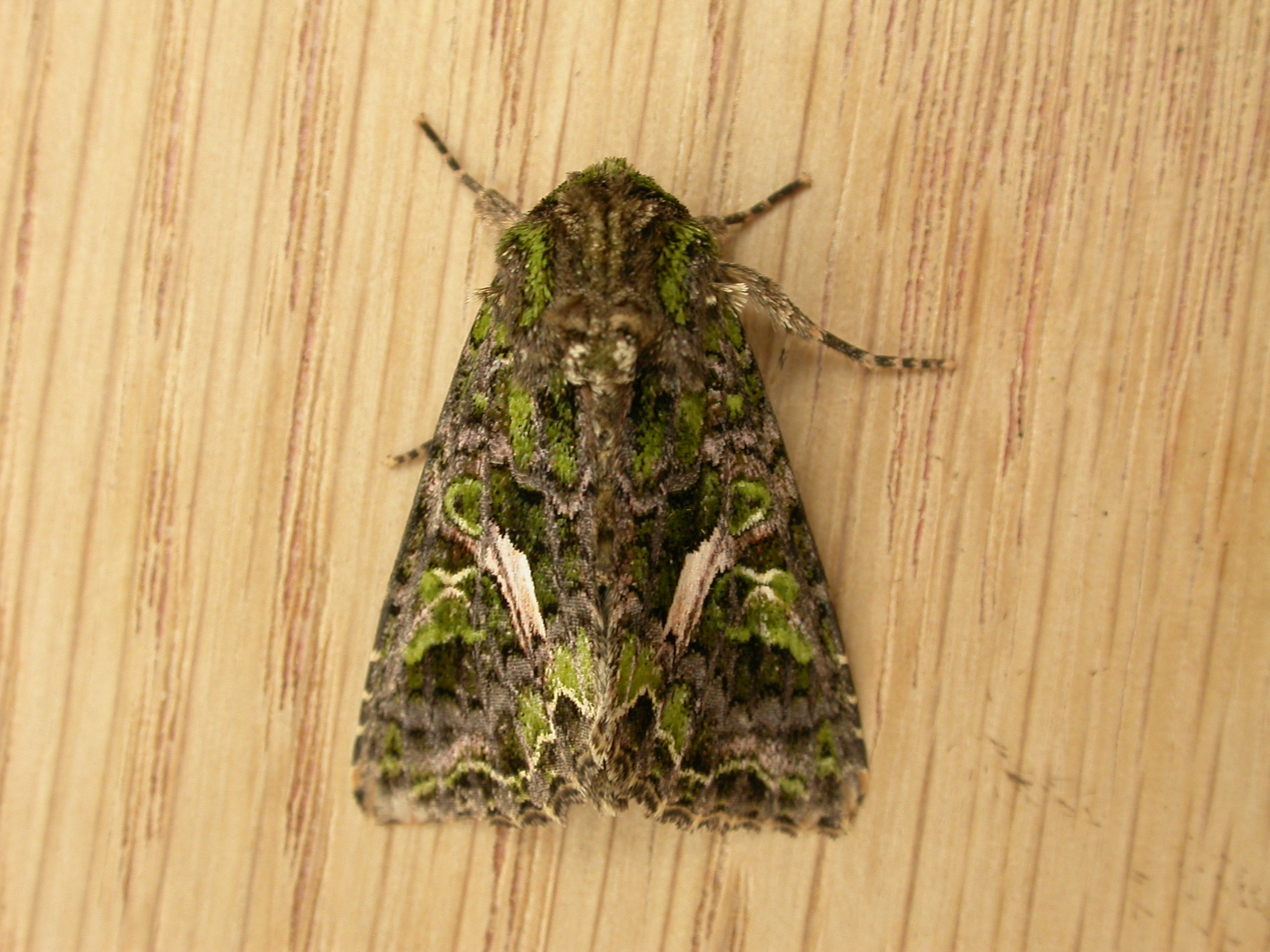
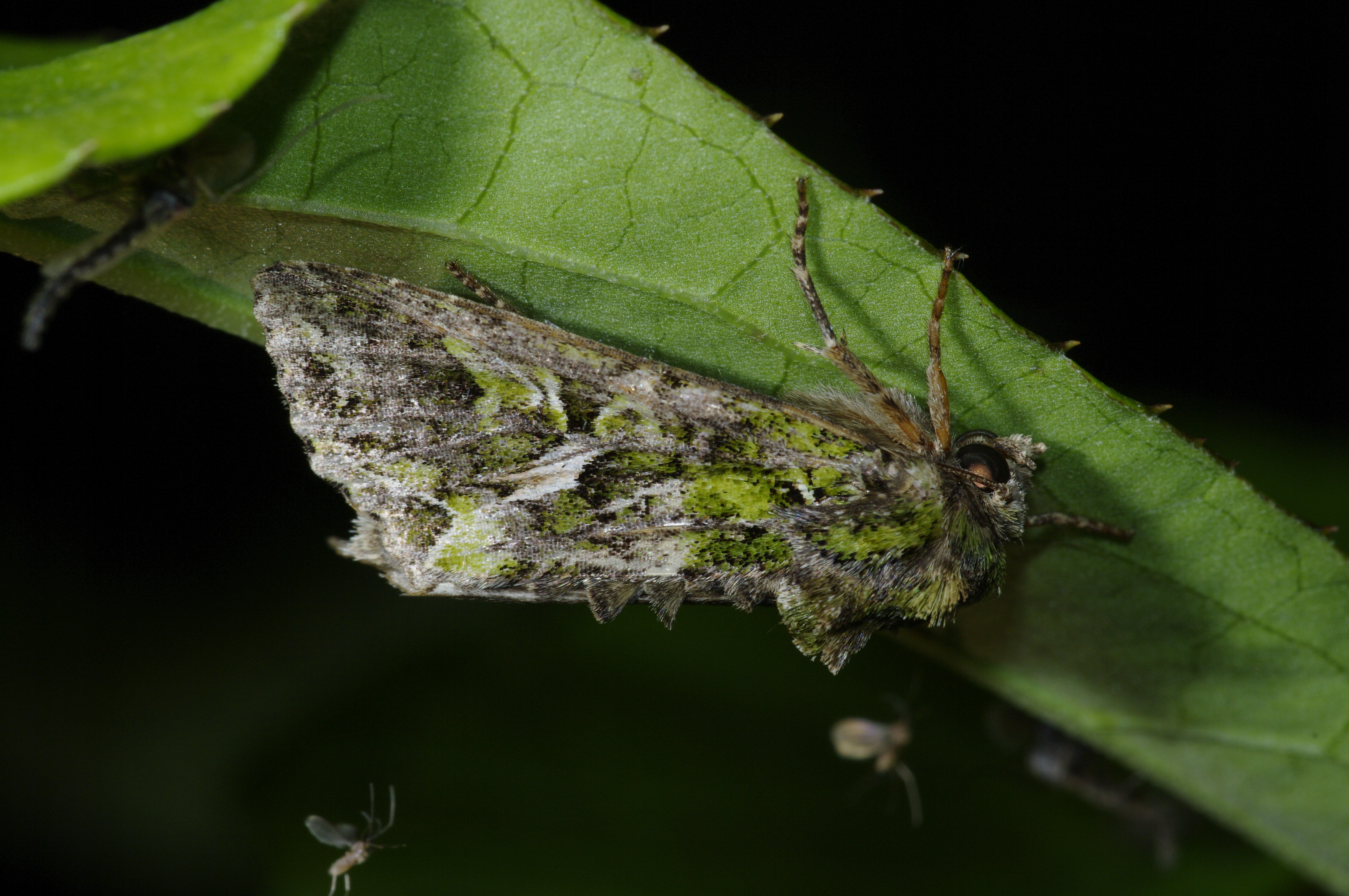